# Death Wish II
Death Wish II is een Amerikaanse film uit 1982 van regisseur Michael Winner. De film is een vervolg op Death Wish (1974). Charles Bronson is opnieuw de hoofdrolspeler. Deze film werd gevolgd door Death Wish 3 (1985), Death Wish 4: The Crackdown (1987) en Death Wish V: The Face of Death (1994).

## Verhaal
Paul Kersey gaat niet langer de strijd aan met elke crimineel die zijn pad kruist. Hij heeft zich in Los Angeles gevestigd en probeert er zijn leven opnieuw op te bouwen na de dood van zijn vrouw en de verkrachting van zijn dochter Carol. Hij heeft ondertussen zelfs al een nieuwe vriendin, radioreportster Geri Nichols.
Wanneer Geri en Paul naar het ziekenhuis gaan om Carol op te pikken, wordt Paul overvallen. Hij besteedt er in eerste instantie weinig aandacht aan.
Tijdens een uitstapje van Paul en zijn dochter Carol breken dezelfde vijf kerels die Paul beroofd hebben binnen in zijn huis. Daar verkrachten ze huishoudster Rosario. Wanneer Paul met Carol thuiskomt, wordt ook Paul bewusteloos geslagen. Rosario probeert de politie te bellen maar de zes kerels grijpen in en vermoorden haar. Ondertussen nemen ze Carol mee en verkrachten ze haar. Daarna vlucht ze en pleegt ze zelfmoord.
Paul komt bij en probeert met de hulp van z'n vriendin Geri en luitenant Mankiewicz van de politie te achterhalen wie de daders zijn. Maar ondanks enkele politiefoto's slaagt hij er niet in de mannen te vinden. Daarom besluit Paul de strijd alleen aan te gaan. Zonder de hulp van de politie mengt hij zich in het nachtleven, waar hij verschillende criminelen vermoordt. Ondertussen zoekt Mankiewicz contact op met Frank Ochoa, de politieagent die destijds op zoek ging naar Paul in New York. Mankiewicz vermoedt dat Paul ook ditmaal achter de moord op de criminelen zou kunnen zitten.
Ochoa besluit dan maar om Paul te volgen. Hij merkt hoe Paul een drugdeal aan het bespioneren is. Wanneer hij merkt dat het leven van Paul in gevaar komt, waarschuwt Ochoa hem door een schot af te vuren. Er volgt een hevig vuurgevecht waarin Paul drie mensen vermoordt. Ook Ochoa wordt dodelijk geraakt. Ochoa vraagt dan aan Paul om de moordenaar te zoeken en hem te doden.
Maar Paul is te laat. De politie heeft de man gearresteerd en heeft besloten dat hij ontoerekeningsvatbaar is. Daarom moet Paul inbreken in de instelling waarin de moordenaar zich bevindt. Met de hulp van een gestolen identiteitskaart raakt hij binnen. Hij vindt de moordenaar en raakt verwikkeld in een hevig gevecht. Paul slaagt er op het nippertje in om hem te vermoorden, maar wordt wel ontdekt. De man die hem ontdekt, leeft met hem mee en geeft Paul drie minuten om te ontsnappen.
Wanneer hij naar zijn huis terugkeert, ontdekt Paul dat z'n vriendin Geri de waarheid heeft achterhaald. Daarom heeft ze besloten hem te verlaten.

## Rolverdeling
| Acteur             | Personage               |
| ------------------ | ----------------------- |
| Charles Bronson    | Paul Kersey             |
| Jill Ireland       | Geri Nichols            |
| Vincent Gardenia   | Rechercheur Frank Ochoa |
| Ben Frank          | Inspecteur Mankiewicz   |
| Thomas F. Duffy    | Nirvana                 |
| Stuart K. Robinson | Jiver                   |
| Laurence Fishburne | Cutter                  |
| Anthony Franciosa  | Herman Baldwin          |
| Robin Sherwood     | Carol Kersey            |
| Silvana Gallardo   | Rosario                 |
| Robert F. Lyons    | Fred McKenzie           |

## Trivia
- Van oktober 1968 tot mei 1990 was actrice Jill Ireland getrouwd met Charles Bronson. In de film speelt ze de vriendin van het personage van Bronson.
- Jimmy Page, gitarist van Led Zeppelin, maakte de filmmuziek.
- Er sterven in de film in totaal 16 mensen.